# Sant Joan del Codolar
Sant Joan del Codolar és una ermita barroca de Cornudella de Montsant (Priorat) inclosa a l'Inventari del Patrimoni Arquitectònic de Catalunya.

## Descripció
L'edifici és de paredat amb reforç de carreu als angles, de tres naus, separades per pilars amb creuer no sobresortit i cobert per cúpula a la intersecció i per volta de mig punt amb llunetes que arrenca d'un fris continu. Als peus hi ha un cor suportat per un arc rebaixat i el presbiteri és situat a nivell més alt que la resta del temple. Darrere hi ha el cambril on es venera una reproducció de la imatge del Sant. Per l'accés hi ha dues petites saletes amb cúpules rebaixades. L'altar és del segle xviii. La façana, amb un rellotge de sol, té la portalada, de pedra i amb la data de 1780, dues petites finestres a banda u banda i un ull de bou. El conjunt és acompanyat per una casa annexa destinada a l'ermità. L'indret té una plaça espaiosa al davant, i diversos xiprers. A la paret sud-oest de la casa de l'ermità hi ha un sonet de Josep Carner: "L'ermita de Sant Joan del Montsant". És a uns 750 metres d'altitud sobre el nivell del mar, i a una hora o cinc quarts a peu al nord-oest de la vila.

## Història
Sembla que la construcció primitiva és del segle xiii. Això, no obstant, les primeres informacions corresponen al segle xvi, quan el 1509 es beneí la campana i el 1571 l'ampliació del temple. El 1661 es beneí la casa de l'ermità. Entretant, hom havia dotat l'església de retaules. A la fi del segle xviii, coincidint amb la construcció de nous temples al Priorat, l'ermita fou considerablement ampliada, enderrocant, segurament, part de la construcció anterior. El 1820 es va tornar a arranjar, després que els francesos l'haguessin perjudicada a la Guerra del francès. El 1877 es procedí a venerar el cambril, i el 1864 es feu l'escalinata del presbiteri i s'havien arranjat els altars. El 1936 la imatge de Sant Joan va ser protegida al Museu de Reus i retornada al temple acabada la guerra. A principis de la dècada del 1980 s'enderrocà una casa annexa, dita "dels musics", i es condicionà la façana de l'ermita, així com l'altra casa annexa. Es tracta d'una ermita de gran devoció, havent obtingut el Jubileu per part d'alguns pontífexs. L'any 1977 Montserrat Domingo s'instal·là a l'ermita de Sant Joan del Codolar, i des d'aleshores viu allà com a eremita.